# Mount Dearborn
Mount Dearborn är ett berg i Antarktis. Det ligger i Östantarktis. Nya Zeeland gör anspråk på området. Toppen på Mount Dearborn är 2 310 meter över havet, eller 18 meter över den omgivande terrängen. Bredden vid basen är 2,1 km.
Terrängen runt Mount Dearborn är kuperad åt nordost, men åt sydväst är den platt. Trakten är obefolkad. Det finns inga samhällen i närheten. 